# Chaira Borderslee
Chaira Borderslee (Alkmaar, 1975) is een Nederlandse zangeres, actrice en danseres.

## Biografie
Borderslee begon op haar vijfde met zingen. Ze zong in het Antilliaanse kinderkoor Zjozjoli, waarmee ze albums en kinderfilms maakte. Ze deed de vooropleiding aan de Nel Roos Balletacademie en volgde daarna de voor- en hbo-opleiding Showmusical aan de Amsterdamse Dansacademie Lucia Marthas. Ze groeide op in Heiloo.
Tijdens haar voor- en hbo-opleiding was Borderslee als zangeres en danseres te zien in vele bekende televisieprogramma's van Joop van den Ende en John de Mol, waarin ze optrad met bekenden als Barry White. Naast haar hbo-opleiding deed Borderslee ook vocaal studiowerk en was zij een r&b-duo bij Unknown. Later werd haar gevraagd te zingen bij het Nederlandstalig r&b-project Vogelvrij. Met dit ensemble nam ze een album, twee singles en twee videoclips op.
In haar afstudeerjaar maakte ze de overstap naar musical en speelde ze in onder andere West Side Story, Miss Saigon, Fame, Aida, Hair en Tarzan. In Aida en Hair vertolkte ze hoofdrollen.
Borderslee was in 2011 te zien in The Voice of Holland. Geen enkel jurylid was echter overtuigd en niemand draaide de stoel om, tot haar eigen verbazing. In was in mei 2017 naakt te zien in het naaktdatingprogramma van RTL 5 genaamd Adam Zkt. Eva VIPS.

## Musicals
- West Side Story (1996-1998) - swing, ensemble, understudy Anita
- Miss Saigon (1998-1999) - swing, ensemble, understudy Gigi
- Fame (1999-2000) - ensemble, understudy Carmen, Mabel en Miss Sherman
- Aida (2001-2003) - Aida
- Hair (2005) - Sheila
- Tarzan (2007-2008) - Kala

## Televisie
- Goede tijden, slechte tijden (2016) - Meredith van Soest